# Zengő
Le Zengő (hongrois : Zengő [ˈzɛngøː] ; croate : Zenka) est un sommet de Hongrie, point culminant du comitat de Baranya, dans le massif du Mecsek.